# Курьяновские станции аэрации
Курья́новские ста́нции аэра́ции (Объединение Курьяновских станций аэрации) — комплекс сооружений для очистки городских сточных вод г. Москвы. Расположены на юго-востоке Москвы, в левобережной пойме реки Москвы, в микрорайоне Курьяново района Печатники.
В состав объединения входят Курьяновская и Новокурьяновская станции аэрации (КСА и НКСА).

## История
Первая очередь станций аэрации введена в эксплуатацию в 1950 году. К 1994 году общая пропускная способность станций составила 3125 тыс. м³/сут. В 2015 г. фактический среднесуточный приток городских сточных вод на станцию составлял 1700 тыс. м³/сут. Применяется полная механическая и аэробная биологическая очистка сточных вод в аэротенках и отстойниках. Имеется третья технологическая ступень (доочистки), на которой осуществляется углублённая очистка 1500 тыс. м³ сточных вод в сутки, часть доочищенных сточных вод хлорируется и используется на ряде промышленных предприятий Москвы. Очищенная вода перед сбросом в р. Москву проходит ультрафиолетовое обеззараживание.
Начиная с 2006 г. проводилась реконструкция очистных сооружений, с целью улучшения качества очистки сточных вод. В 2015 году, на очистных сооружениях 1-го блока НКСА по очистке сточных вод производительностью 600 тыс. м³/сут, применены плоские плавающие перекрытия отстойников, для предотвращения распространения неприятных запахов. Для устранения неприятного запаха были модернизированы цеха механического обезвоживания осадка, установлены газоочистные комплексы по очистке вентиляционных выбросов. В итоге основные источники неприятных запахов оснащены специальными устройствами, предотвращающими их распространение. При этом эмиссия в атмосферный воздух сероводорода — основного источника неприятного запаха — уменьшается на 90 — 95 %. Аналогичные мероприятия на 2-м блоке НКСА завершились в марте 2018 г. Эти мероприятия позволяют устранить дискомфорт и улучшить условия жизни 2 миллионов жителей юга и юго-востока Москвы, которые в зависимости от направления ветра периодически оказывались в зоне неприятных запахов.
Тем не менее и после 2015 г. в районе «Нагатинский Затон» регулярно (по свидетельствам жителей — примерно раз в неделю) отмечаются случаи появления неприятного сероводородного запаха, усиливающегося по мере приближения к реке. Для окончательного решения данной проблемы, по всей видимости, необходимы дополнительные работы на станции аэрации.
В 2000-е годы на Курьяновских станциях аэрации часто находили тела убитых людей, унесённые сточными водами. Это были жертвы серийного убийцы Александра Пичушкина, действовавшего в Битцевском парке. Несмотря на то, что иногда за день бывали обнаружены два трупа, к возбуждению уголовного дела это не привело.